# Ciudad de Palma
Il Ciudad de Palma è un traghetto di proprietà della compagnia di navigazione italo-spagnola Grimaldi Trasmed.

## Servizio
Commissionato dalla Stena Line, nel 2007 viene noleggiato alla Baleària con il nome di Borja Dos per coprire la rotta Valencia - Palma di Maiorca.
Nel 2009 viene noleggiato alla compagnia di navigazione T-Link lines per la gestione della rotta Pra' – Termini Imerese nel progetto "autostrade del mare" rinominandolo con il nome di T Rex Uno, servizio terminato nel 2011 per fallimento della società marittima italiana.
Nel maggio del 2011 viene noleggiato dalla Regione Sardegna tramite la controllata società marittima Saremar e rinominata Dimonios, nome dato in onore dei soldati della Brigata meccanizzata "Sassari". Il traghetto è stato impegnato dal 22 giugno al 15 settembre 2011 sulla tratta tra Porto Torres e Vado Ligure e dal 16 gennaio 2012 sulla tratta Olbia-Civitavecchia insieme al traghetto gemello Scintu.

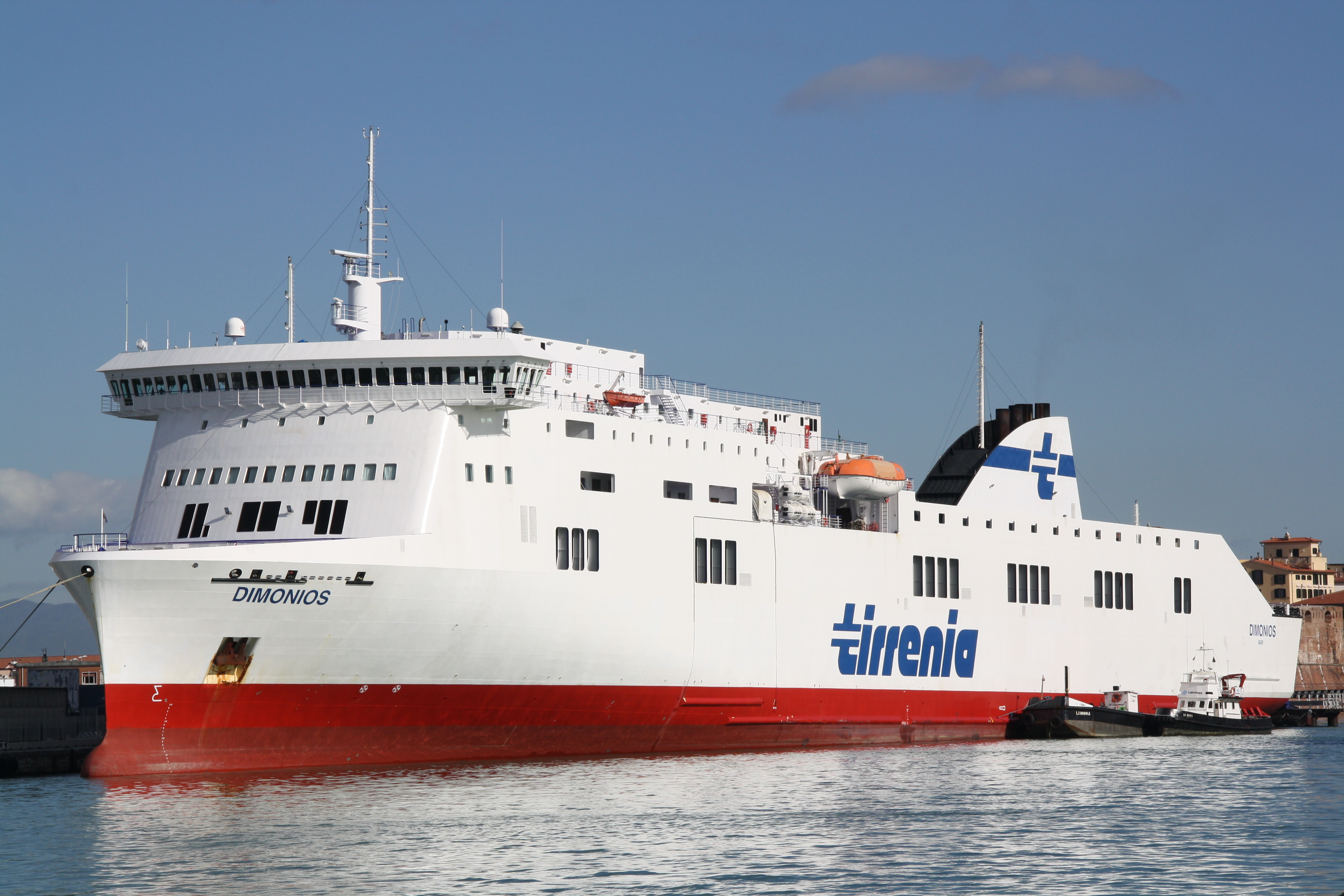
Dimonios in servizio con Tirrenia a Livorno nel 2013.

Nell'autunno 2012, scaduto il contratto con la Regione Sardegna, la nave viene noleggiata brevemente dalla società Grandi Navi Veloci per rimpiazzare le proprie unità in manutenzione, nel dicembre 2012 viene noleggiata con un contratto di cinque anni con opzione d'acquisto dalla Tirrenia-CIN per inserirla sulle rotte Napoli - Cagliari - Palermo, in seguito alla vendita del traghetto Toscana. Nel 2017 viene venduta a Trasmediterránea, nel dicembre del 2018 viene rinominata Ciudad de Palma.

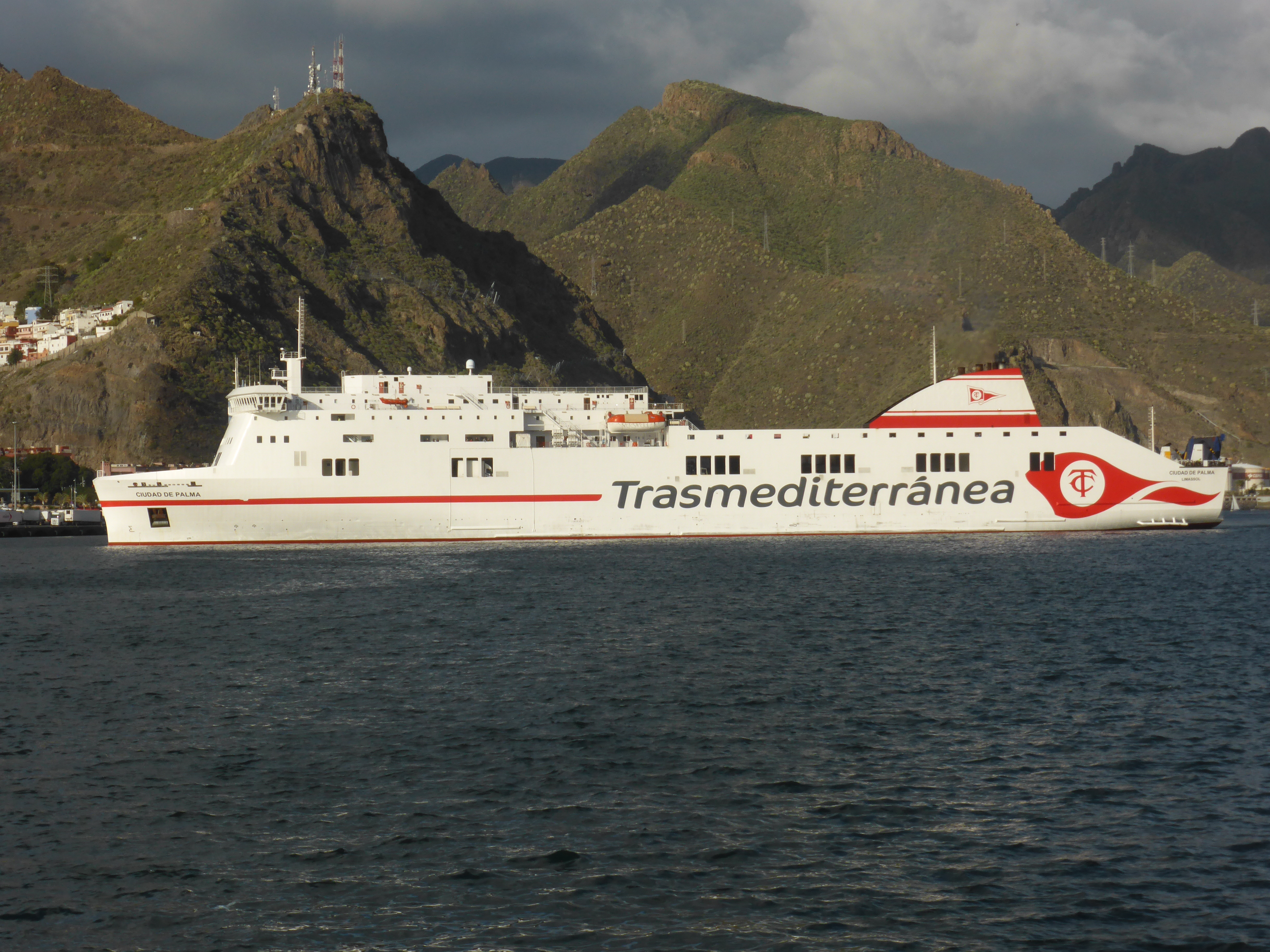
Ciudad de Palma in servizio con Trasmediterránea a Santa Cruz de Tenerife nel 2020.

Dall'8 luglio 2021 passa a Trasmed Grimaldi Logistics Spagna (Gruppo Grimaldi).
Dal 13 dicembre 2021 si reca al cantiere di La Spezia per montare gli scrubber e applicare la nuova livrea "GRIMALDI TRASMED" sulle fiancate.
Il traghetto appartiene alla categoria Ro-Pax di ultima generazione, ha una capacità merci di oltre 2.000 metri lineari, può ospitare 850 passeggeri ad una velocità di crociera di oltre 23 nodi il che la rende ideale per il servizio Autostrade del mare.

## Navi gemelle
Segue l'elenco delle navi con il loro nome attuale. Le navi, anche se gemelle, si differenziano per alcuni particolari. Per questo, è evidenziato accanto al nome la classe di progetto.
- Hedy Lamarr (IMO 9498743)[2]
- Cartour Delta (IMO 9539042)
- Epsilon (IMO 9539054)
- Livia (IMO 9420423)
- GNV Sealand (IMO 9435454)
- GNV Bridge (IMO 9893369)
- Norman Atlantic (IMO 9435466; demolita nel 2019)
- Stena Flavia (IMO 9417919)[3]
- Connemara (IMO 9349760)[4]
- Stena Horizon (IMO 9332559)[5]
- Corfù (IMO 9349758)
- Stena Scandica (IMO 9329849)[6]
- Stena Baltica (IMO 9329851)
- Ciudad de Valencia (IMO 9869722)